# Pygmaeothamnus zeyheri
Pygmaeothamnus zeyheri är en måreväxtart som först beskrevs av Otto Wilhelm Sonder, och fick sitt nu gällande namn av Robyns. Pygmaeothamnus zeyheri ingår i släktet Pygmaeothamnus och familjen måreväxter.

## Underarter
Arten delas in i följande underarter:
- P. z. rogersii
- P. z. zeyheri